# SpicyLibraCS
SpicyLibraCS（スパイシーリブラシーエス）は、スパイシーソフトが開発、販売するAdobe InDesignを組版エンジンとして使用した、Windows版InDesign対応の自動組版ソフトである。SpicyLibraCSは、InDesignがCreative Suite対応になった後の対応製品につけられた名前で、SpicyLibraのCS対応版を意味する。
2018年12月15日発売のVersion8.0より、InDesignCC版に対応したため、製品名をSpicyLibraCCとした。
Versio8.0はInDesignCC2019に対応のためSPicyLibraCC2019という名称として発売された。
本バージョンより、Windows 10 64ビットOS稼働のコンピューターにインストールされたInDesignCC 64ビット版対応専用とされた。
なお、Version7.0はInDesignCC2018対応版として開発されたが諸般の事情により発売はされなかった。
2020年4月7日発売のVersion9.0より、InDesignCCからInDesignへの名称変更に伴い、製品名をSpicyLibraとした。
本バージョンより、Adobe社のFlash Playerの開発中止により、InDesignがFLVファイル等の動画ファイルの配置を出来なくしたため、動画・サウンドファイルの挿入機能、SWFファイルの書き出し機能が廃止された。
スパイシーソフトは、ドキュメント処理のソリューションにInDesignの組版機能を利用した各種のアプリケーションソフトを開発しており、SpicyLibraCS及びSpicyLibraCC、SpicyLibraは、その内の一で、定形レイアウト印刷物の自動組版ソフトに位置づけられている製品である。
オンデマンド印刷、バリアブル印刷といった分野での使用はもちろんのこと、簡単なパンフレット、カタログといったものまで応用範囲が広い。特にPoP、名刺、DM、名簿などは、この種のソフトの通常の活躍分野といえる。

## 履歴
- SpicyLibra Ver1.0 2004年2月20日発売
  - InDesign2.0J対応(.NET Framework1.1)
- SpicyLibraCS Ver1.0 2004年12月1日発売
  - InDesignCSJ対応(.NET Framework1.1)
- SpicyLibraCS Ver2.0 2006年8月1日発売
  - InDesignCS2_J対応(.NET Framework2.0)
- SpicyLibraCS Ver3.0 2008年5月10日発売
  - InDesignCS3_J対応(.NET Framework3.5)
- SpicyLibraCS Ver4.0 2009年2月10日発売
  - InDesignCS4_J対応(.NET Framework3.5)
- SpicyLibraCS Ver4.1 2010年１月21日発売
  - InDesignCS4_J(Ver 6.0.4)対応(.NET Framework3.5)
- SpicyLibraCS Ver5.0 2010年７月12日発売
  - InDesignCS5_J(Ver 7.0.0)対応(.NET Framework4.0)
- SpicyLibraCS Ver5.1 2010年11月15日発売
  - InDesignCS5_J(Ver 7.0)対応(.NET Framework4.0)
- SpicyLibraCS Ver5.2 2011年3月24日発売
  - InDesignCS5_J(Ver 7.0)対応(.NET Framework4.0)
- SpicyLibraCS Ver5.5 2011年5月25日発売
  - InDesignCS5.5_J(Ver 7.5)対応(.NET Framework4.0)
- SpicyLibraCS Ver6.0 2012年11月16日発売
  - InDesignCS6_J(Ver 8.0)対応(.NET Framework4.0)
- SpicyLibraCC2019 Ver8.0 2018年12月15日発売
  - InDesignCC 2019 日本語版(Ver 14.0)対応(.NET Framework4.7)
- SpicyLibra2020 Ver9.0 2020年４月７日発売
  - InDesign2020 日本語版(Ver 15.0)対応(.NET Framework4.8)
- SpicyLibra2020 Ver11.0 2022年５月24日発売
  - InDesign2022 日本語版(Ver 17.0)対応(.NET Framework4.8)

## 特徴
1. InDesignを操作できる人ならば、簡単に操作方法が習得でき、印刷会社ということに囚われることなく企業の企画・広報などといった、まさにドキュメントを処理するあらゆる現場での使用が可能。（「テンプレート作成→データマッピング→入出力設定→処理実行」と分かり易い操作性）
2. XML,MDB,ACCDB,Excel,CSV,TAB区切りなどといった各種入力ファイルフォーマットをダイレクトに扱え、InDesignドキュメントファイルは当然のこと、PDF, EPS, XML, HTML, JPGなど各種の出力ファイルフォーマットをサポートし、ダイレクトにプリントアウトすることも可能。特に、XMLでは、テンプレートにて流し込むフレームを作成するときに、XMLタグ名をつけておけば、ドキュメント作成後のデータ修正を行ったものを、再度、訂正済みのXMLデータとして利用可能。
3. 流し込みテキストのフレームのオーバーセットやアンダーセット時の自動調整機能、貼りこみ画像に対する各種のフィット方法の指定機能。
4. 既存テキスト文字列の差込み、差込みしながらのテキストファイル流し込み機能。
5. QR・MicroQRバーコード、EAN128コンビニエンスストア料金徴収代行バーコード,CODE128(A/B/C)バーコード、JANバーコード(8/13桁)、CODE39バーコード、NW7バーコード、郵便カスタマバーコード、GS1-128・GS1 DataBarバーコード、ISBN書籍バーコード、定期刊行物バーコード、ITF(Interleaved 2 of 5)バーコードなどのバーコードの生成機能。
6. 人名に対する、標準の5・7字取り機能、及び人名へのモノルビ、グループルビ機能。
7. 人名に対する、カスタム字取り設定機能。5・7・8・9字取り機能、及び人名へのモノルビ、グループルビ機能及び異体字変換機能。異体字などの文字設定も可能。
8. 特定条件での、段落スタイル、文字スタイル、オブジェクトスタイルの適用、及び、部分文字列のサイズ色などの属性変更機能。
9. XMLを利用したSpicyTagの使用で、段落スタイル、文字スタイル、オブジェクトスタイル、テーブルスタイル、セルスタイル、など各種のスタイルの適用、ルビ、割注、アンダーライン、圏点をはじめとした豊富なインデザイン文字パレット機能の適用。
10. 固定表セルへのテキスト、画像、ライブラリーオブジェクトの流し込み機能。
11. 固定表行が空白行となった場合の行削除と行詰め積み木処理。
12. 固定表行列に対して、データレコードの行列を変換して挿入するマトリックス変換表。
13. 改頁処理に際し、適用マスター切り替え機能。
14. 簡易PDF面付けによるPDFファイル・EPS画像ファイルの面付け、串刺し面付けなどの面付け機能。
15. フォルダー監視による自動実行機能（ホットフォルダー）。
16. レコード並び変えや抽出、PDFファイル分割・結合などデータ加工ユーティリティ機能。
17. 積み木表（ダルマ落し）、連続表など、サポート表形式の拡張。
18. SQL Server 2008 R2 Express Editionを始めとするデータベースソフトの調節接続と同時に、SQL文のサポート。（SpicyLibraCC版より機能廃止）
19. イメージバリアブル（Adobe Photoshop/Adobe Illustratorを利用）機能を搭載。
20. グラフ作成貼込（Adobe Illustratorを利用）機能を搭載。
21. TEX→EPS変換貼込（Gohstscript等TEX環境を利用）機能を搭載。
22. UNICODE私用領域コードに対する書体変換、コード変換ユーティリティ機能搭載。
23. 処理データの項目を最大5項目までプログラム内でコピー利用可能。
24. データ先頭文字の削除機能及びフレーム名称設定プラグインのEVE(Adobe Express Engine)対応。

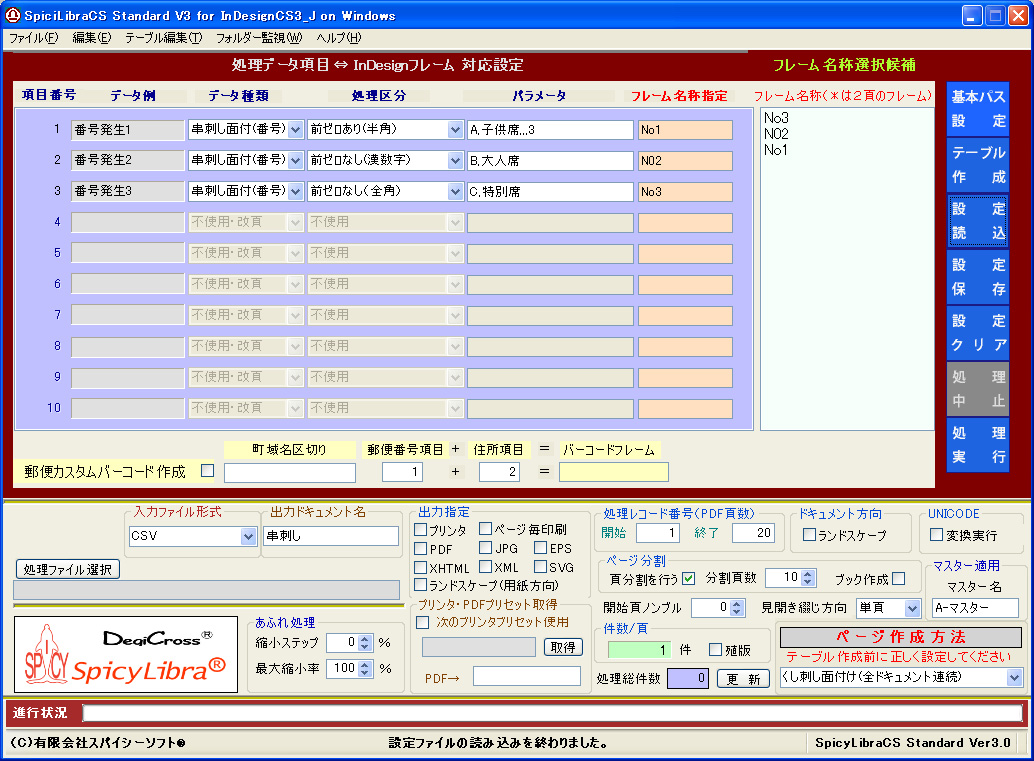
データとフレームのマッピング画面
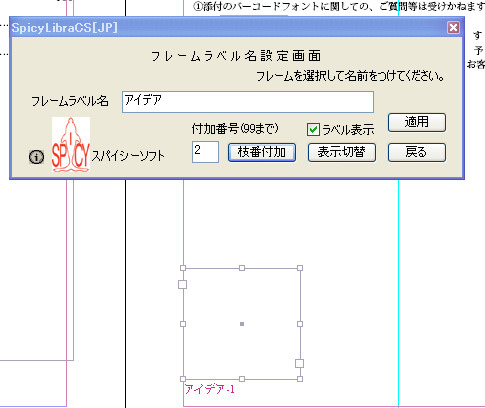
InDesignテンプレート上のフレームに名前を付加している画面
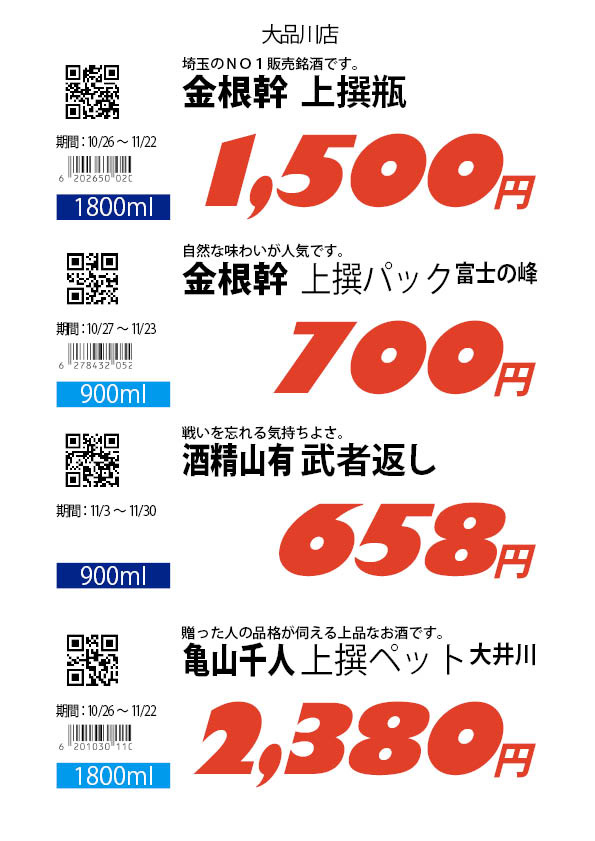
作成したドキュメントサンプル（PoP)
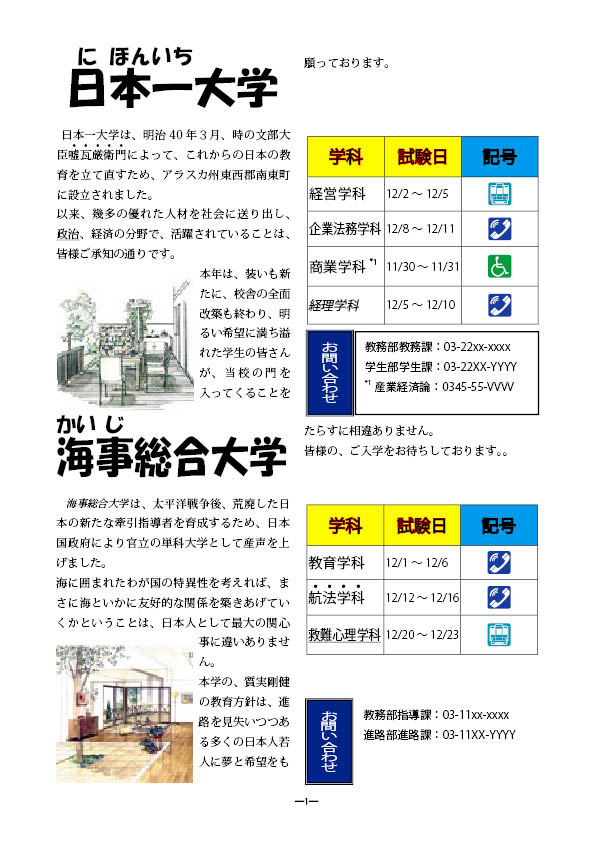
作成したドキュメントサンプル（情報誌)